# Elkin Fernando Álvarez Botero

Bischofswappen von Elkin Alvarez Botero

Elkin Fernando Álvarez Botero (* 21. November 1968 in El Retiro, Departamento de Antioquia; † 8. Juli 2023 ebenda) war ein kolumbianischer römisch-katholischer Geistlicher und Bischof von Santa Rosa de Osos.

## Leben
Elkin Fernando Álvarez Botero besuchte die Grundschule in El Retiro und ab 1983 das Kleine Seminar Nuestra Señora in Marinilla. Von 1987 bis 1988 studierte er Philosophie am Priesterseminar Nuestra Señora in Marinilla und von 1988 bis 1991 Katholische Theologie am nationalen Priesterseminar Cristo Sacerdote in La Ceja. 1992 wurde Álvarez Botero zum Diakon geweiht und wirkte an der Kathedrale Nuestra Señora de Chiquinquirá  in Sonsón. Im selben Jahr setzte er seine Studien in Rom fort, wo er 1994 an der Päpstlichen Universität Gregoriana ein Lizenziat im Fach Biblische Theologie erwarb. Am 1. Juli 1993 empfing er in der Kapelle des internationalen Päpstlichen Kollegs Maria Mater Ecclesiae in Rom durch den Bischof von Sonsón-Rionegro, Flavio Calle Zapata, das Sakrament der Priesterweihe für das Bistum Sonsón-Rionegro.
Nach der Rückkehr in seine Heimat lehrte Álvarez Botero am nationalen Priesterseminar Cristo Sacerdote in La Ceja, bevor er im Jahr 2000 dessen Regens und Ökonom wurde. Daneben fungierte er von 1996 bis 2003 als Delegat für die biblische Pastoral im Bistum Sonsón-Rionegro. Darüber hinaus gehörte er von 1999 bis 2003 dem Priesterrat und dem Konsultorenkollegium an. Außerdem belegte er an der Universidad Católica de Oriente in Rionegro Kurse in Christlicher Soziallehre und Pastoraltheologie. Von 2003 bis 2010 wirkte er als lokaler Mitarbeiter an der Apostolischen Nuntiatur in Bogotá. Ab 2010 leitete Álvarez Botero bei der Kolumbianischen Bischofskonferenz die Abteilungen für die geweihten Amtsträger und für das geweihte Leben.
Papst Benedikt XVI. ernannte ihn am 28. Mai 2012 zum Weihbischof in Medellín und zum Titularbischof von Gemellae in Numidia. Der Erzbischof von Medellín, Ricardo Tobón, spendete ihm am 4. August desselben Jahres in der Catedral Metropolitana de Medellín die Bischofsweihe; Mitkonsekratoren waren Flavio Calle Zapata, Erzbischof von Ibagué, und Héctor Ignacio Salah Zuleta, Bischof von Riohacha. Sein Wahlspruch Aspicientes in Jesum („Auf Jesus blicken“) stammt aus Hebr 12,2 . Von 2016 bis 2021 fungierte Álvarez Botero zudem als Generalsekretär der Kolumbianischen Bischofskonferenz.
Am 22. Oktober 2020 bestellte ihn Papst Franziskus zum Bischof von Santa Rosa de Osos. Die Amtseinführung erfolgte am 16. Dezember desselben Jahres. Vom 3. Mai 2022 bis zum 23. März 2023 war Elkin Fernando Álvarez Botero zusätzlich Apostolischer Administrator des vakanten Erzbistums Santa Fe de Antioquia.
Álvarez Botero starb im Juli 2023 in der Sakristei der Kirche Nuestra Señora del Rosario in El Retiro an den Folgen eines Herzinfarkts.

## Schriften
- als Herausgeber: Glauben leben im Bistum Aachen und in Kolumbien Glaubensschätze und -zeugnisse aus den Bistümern und Vikariaten Kolumbiens und dem Bistum Aachen mit seinen Gemeinschaften. Einhard, Aachen 2011, ISBN 978-3-936342-92-5.
- als Herausgeber: Vivir la fe en Columbia y en la Diócesis de Aachen tesoros y testimonios de fe de las Diócesis y Vicariatos Apostólicos de Colombia y de la Diócesis de Aachen con sus Conjuntos de Comunidades. Einhard, Aachen 2011, ISBN 978-3-936342-94-9.
- La vida litúrgica en el panorama actual: acogida, límites, logros y retos. In: Cuestiones Teológicas. Band 42, Nr. 97, 2015, OCLC 8925674912, S. 273–280 (edu.co [PDF; 101 kB]).